# Mariestad BoIS
Mariestad BoIS är en sportklubb i Mariestad i Sverige. Klubben bildades 1967, genom en sammanslagning av Mariestads CK med Leksbergs BTK och Leksbergs IF. Akronymen BoIS står för Boll- och Idrottssällskap.
Klubbens damfotbollslag, Mariestads BoIS FF, har spelat i Damallsvenskan, senast 1991. Hans Alsér blev svensk singelmästare i bordtennis för klubben 1968 och 1970.

## Ishockey
Ishockeyklubben kvalificerade sig till Hockeyallsvenskan säsongen 2008/2009, men slutade sist i tabellen och flyttades automatiskt ner till Division 1 igen, på grund av att Hockeyallsvenskan den kommande säsongen minskades från 16 till 14 lag.